# Oddělené stoly (film, 1983)
Oddělené stoly (v anglickém originále Separate Tables) je britsko-americký film z roku 1983, natočený režisérem Johnem Schlesingerem pro kabelovou televizi HBO.
Jde o remake dvou klasických jednoaktových her Terrence Rattigana o nevydařených vztazích, které se odehrávají v luxusní hotelové restauraci: Table By the Window a Table Number Seven, uváděných společně pod názvem Separate Tables. Hry už v roce 1958 úspěšně převedl na filmové plátno režisér Delbert Mann ve stejnojmenném snímku, který získal sedm oscarových nominací. Schlesingerův film je oproti němu mnohem věrnější své divadelní předloze a stejně jako ona se skládá ze dvou samostatných částí. Zatímco vedlejší postavy zůstávají stejné, dvojice hlavních představitelů ztvárnila v každé části jiné dvě postavy.
Film se natáčel ve studiu v anglickém Bristolu a televize HBO jej uvedla od 14. března 1983. Dne 12. prosince téhož roku byl oceněn hned čtyřmi cenami CableACE Awards: pro Alana Batese i Julii Christie jako herce a herečku v nehudebním divadelním pořadu, pro Julii Trevelyan Omanovou za umělecké vedení a Jane Robinsonovou za kostýmy.

## Postavy a obsazení
V hlavních dvojrolích účinkují Julie Christie a Alan Bates, s nimiž už režisér spolupracoval dříve. Christie si právě před dvaceti lety zahrála v jeho filmu Billy lhář (1963), za Drahouška (1965) získala Oscara. S Batesem se setkala už v Schlesingerově filmu Daleko od hlučícího davu (1967) a režisér ho obsadil i do Takového milování (1962) a čerstvě také do televizní inscenace An Englishman Abroad (1983).
| Julie Christie        | Anne Shanklandová, bývalá modelka Sibyl Railton-Bellová                                              |
| Alan Bates            | John Malcolm, Annin exmanžel, spisovatel a bývalý politik „major“ Pollock, údajný vojenský důstojník |
| Claire Bloomová       | Pat Cooperová, ředitelka hotelu                                                                      |
| Irene Worthová        | paní Railton-Bellová, Sibylina matka                                                                 |
| Sylvia Barterová      | lady Mathesonová                                                                                     |
| Bernard Archard       | pan Fowler                                                                                           |
| Liz Smithová          | slečna Meachamová                                                                                    |
| Kathy Staffová        | Mabel                                                                                                |
| Brian Deacon          | Charles Stratton                                                                                     |
| Susannah Fellowsová   | slečna Jean Tannerová                                                                                |
| Chrissie Cotterillová | Doreen                                                                                               |

## České uvedení
Pro české uvedení na satelitní televizi MGM Channel od přelomu let 2010 a 2011 film přeložila Dagmar Krejčová a dabing režíroval Ivan Holeček ve Studiu Bär. Alana Batese namluvil v roli Johna Malcolma Petr Oliva a v roli majora Pollocka Zdeněk Maryška, Julii Christie pak Dagmar Čárová a Jana Páleníčková v rolích paní Shanklandové, resp. slečny Railton-Bellové. Irene Worthovou dabovala Hana Talpová.